# クレ環礁
クレ環礁（クレかんしょう、Kure Atoll、[ˈkʊəriː]; ハワイ語: Mokupāpapa）はアメリカ合衆国ハワイ州の島。Ocean Islandとも呼ばれる。研究員以外は住民がおらず半無人島となっている。

## 地理
クレ環礁は、北西ハワイ諸島の西北端、国際日付変更線の東方約87海里 (161 km; 100 mi)にあり、世界で最も北にある環礁である。浅い潟湖を幅約10km（6マイル）のほぼ円形をしたサンゴ礁が囲んでいる。陸地の総面積は86.237ヘクタール (213.096エーカー)で、そのうち目立つのは南東部のGreen島のみで、77.685ヘクタール (191.964エーカー)を占めている。
クレ環礁はハワイ州の一部であるが、州の大半の島とクレ環礁の間には、ハワイ州に属さず連邦直轄の未組織地域・未編入地域であるミッドウェー島（環礁）が存在する。

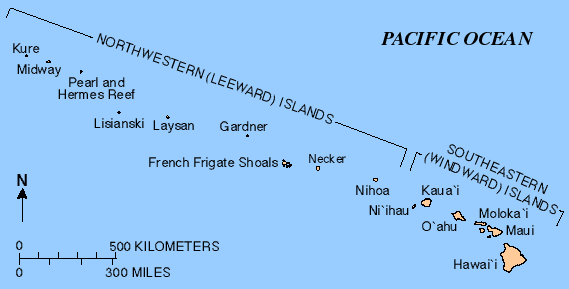
ハワイ諸島。西端がクレ環礁。その東隣のミッドウェー島のみはハワイ州に属さない。

クレ環礁はミッドウェー環礁より48海里 (89 km; 55 mi)離れた場所に位置する。時間帯はハワイ州共通のUTC-10（ハワイ・アリューシャン標準時）であるが、東隣のミッドウェー島より1時間進んでいる。

## 気候
クレ環礁には気候観測所が設置されていないため、下表のデータはミッドウェー島のページより引用した。
北回帰線より北となる北緯28°25'に位置しているが、気候は年中快適な気温のサバナ気候（ケッペンの気候区分ではAw）である。降水は一年を通じ概ね均等だが、5月と6月の2ヶ月間は乾季に分類される。
| クレ環礁の気候         | クレ環礁の気候 | クレ環礁の気候 | クレ環礁の気候 | クレ環礁の気候 | クレ環礁の気候 | クレ環礁の気候 | クレ環礁の気候 | クレ環礁の気候 | クレ環礁の気候 | クレ環礁の気候 | クレ環礁の気候 | クレ環礁の気候 | クレ環礁の気候 |
| 月                     | 1月            | 2月            | 3月            | 4月            | 5月            | 6月            | 7月            | 8月            | 9月            | 10月           | 11月           | 12月           | 年             |
| ---------------------- | -------------- | -------------- | -------------- | -------------- | -------------- | -------------- | -------------- | -------------- | -------------- | -------------- | -------------- | -------------- | -------------- |
| 最高気温記録 °C （°F） | 26 (79)        | 27 (81)        | 27 (81)        | 27 (81)        | 30 (86)        | 31 (88)        | 33 (91)        | 33 (91)        | 33 (91)        | 31 (88)        | 31 (88)        | 27 (81)        | 33 (91)        |
| 平均最高気温 °C （°F） | 21 (70)        | 21 (70)        | 21 (70)        | 22 (72)        | 24 (75)        | 27 (81)        | 28 (82)        | 28 (82)        | 28 (82)        | 26 (79)        | 24 (75)        | 22 (72)        | 24.3 (75.8)    |
| 日平均気温 °C （°F）   | 18 (64)        | 18 (64)        | 19 (66)        | 20 (68)        | 22 (72)        | 25 (77)        | 26 (79)        | 26 (79)        | 26 (79)        | 25 (77)        | 22 (72)        | 20 (68)        | 22.3 (72.1)    |
| 平均最低気温 °C （°F） | 16 (61)        | 16 (61)        | 17 (63)        | 17 (63)        | 20 (68)        | 22 (72)        | 23 (73)        | 23 (73)        | 23 (73)        | 22 (72)        | 20 (68)        | 18 (64)        | 19.8 (67.6)    |
| 最低気温記録 °C （°F） | 9 (48)         | 10 (50)        | 10 (50)        | 11 (52)        | 12 (54)        | 16 (61)        | 17 (63)        | 17 (63)        | 17 (63)        | 15 (59)        | 12 (54)        | 10 (50)        | 9 (48)         |
| 降水量 mm （inch）     | 120 (4.72)     | 90 (3.54)      | 70 (2.76)      | 60 (2.36)      | 50 (1.97)      | 50 (1.97)      | 50 (1.97)      | 100 (3.94)     | 80 (3.15)      | 80 (3.15)      | 90 (3.54)      | 100 (3.94)     | 940 (37.01)    |
| 平均降水日数           | 16             | 14             | 12             | 11             | 9              | 9              | 15             | 15             | 15             | 14             | 14             | 16             | 160            |
| 出典：Weatherbase      |                |                |                |                |                |                |                |                |                |                |                |                |                |

## 地質学的歴史
クレ環礁の地質学的歴史は概ねミッドウェー島と似ているが、ダーウィンポイントと呼ばれる場所により近い。
このポイントの緯度では様々な物理的力によるサンゴ礁が成長する速度と消失する速度とが丁度等しくなっている。
太平洋プレートの動きによってクレ環礁はゆっくりと北西に向かって移動し続けているが、水の温度がサンゴとサンゴ藻の成長にとって冷たすぎるため、サンゴ礁はアイソスタシーによる山の沈降分を埋め合わせるだけの成長量を維持できず、水没しつつある。
想定外の地形進化や地球温暖化がなければ、他の火山の一員となり始め、やがて天皇海山群を構成するサンゴ礁の頂上のみが水面上に残った地形となっていく。なお天皇海山群を構成する地形は現在では全て海山となっている。

## 人による探査と利用

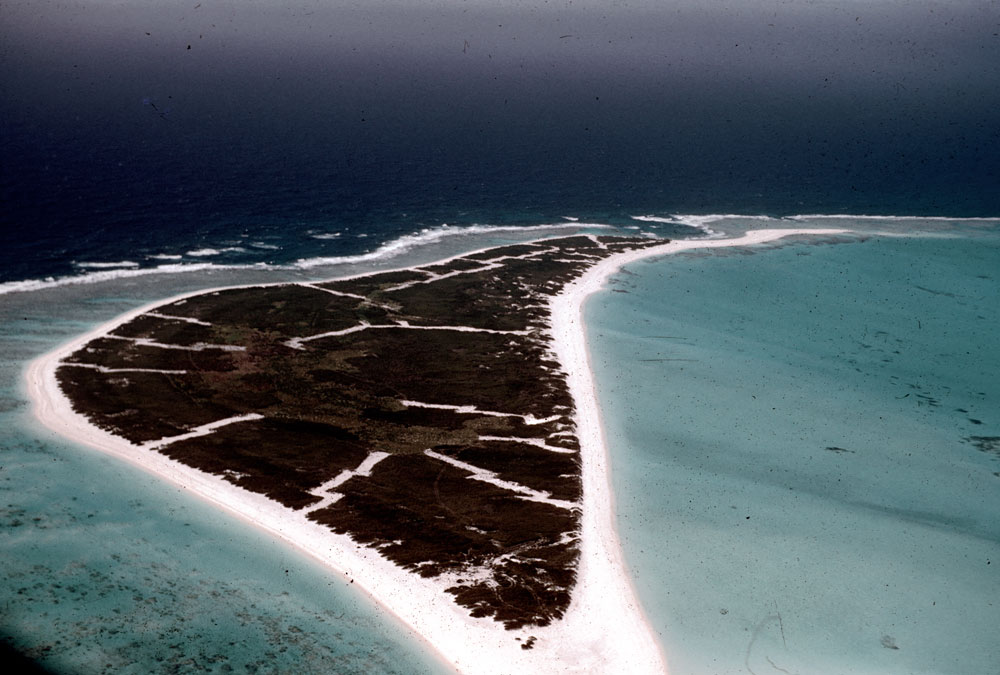
Green島の空撮写真

ハワイ語でモクパパパ（Mokupāpapa）という語は元々「岩礁を伴う平らな島」という意味で用いられていた。北西ハワイ諸島はハワイ神話に登場するカーネ・ミロハイと関係している。島を作ったとされるペレの兄弟が旅行者を守るために残された。19世紀半ばまで、クレ環礁にいくつかの船が訪れており、その度に異なる名前がつけられていた。Cureともつづられるこの英語名はこの環礁を見たロシアの探検家が名づけたものである。1924年、公式にクレ島と名付けられ、1987年になってクレ環礁と変更された。
周囲の岩礁で座礁した船の乗組員が大勢クレ環礁に取り残され、彼らは周囲にいたアシカ、カメ、トリを食べて生き抜く必要があった。現在でも、岩礁にはUSSサギノー号（1859）などの難破船が残されている。これらの事故を受け、ハワイ国王のカラカウアはジェームス・ハーボトル・ボイド大佐を特別長官として派遣した。そして1886年9月20日、彼はハワイ政府によるこの島の領有を宣言した。王は島に取り残された遭難者のために、水タンクと食料を備えた簡素な家の建設を命じた。しかし食料は1年もしないうちに奪われ、家はすぐに廃墟と化した
歴史上ほとんど無視されてきたが、第二次世界大戦中は米国海軍がミッドウェーより度々訪れ、巡回していた。これは日本軍がハワイ諸島の別場所を攻撃する目的で、潜水艦や潜水タンカーから放たれた飛行艇の補給にこの島を利用していることがないかを確かめるためであった。
1942年（昭和17年）5月下旬から6月上旬にかけてのミッドウェー作戦では、ミッドウェー島と同じく、日本軍の攻略目標となった（日本側はキューア島と呼称）。
6月4日、第十一航空戦隊司令官藤田頼太郎少将指揮下の航空隊（水上機母艦千歳、特設水上機母艦神川丸、駆逐艦早潮、哨戒艇第三十五号、海軍陸戦隊1個小隊）はミッドウェー島占領部隊（輸送船団）と分離、クレ環礁に向かった。
6月5日、日本海軍は米軍機動部隊艦載機の空襲を受け、主力空母4隻（赤城、加賀、飛龍、蒼龍）を撃沈される。ミッドウェー・アリューシャン作戦一時延期の決定および退避命令により、航空部隊はクレ環礁占領を断念し、反転した。
同日、空母飛龍からミッドウェー島爆撃のため発艦した飛龍航空隊（指揮官友永丈市大尉、零式艦上戦闘機9機、中島製九七式艦上攻撃機18機）のうち、菊池六郎大尉（第二中隊長）が地上からの対空砲火（もしくは米軍機による攻撃）を受けてクレ環礁付近に不時着した。
この機は米国のミッドウェー軍事施設破壊を目的とした日本軍による初期の攻撃に関与している。
日本側の認識では、菊池大尉以下3名はキューア島（クレ環礁）附近の海面に不時着して戦死した事になっている。だが3名は生存していた。菊池中隊長と他2名の乗組員（飛行兵曹長の湯本智美、一等飛行兵曹の樽崎広典）は上陸したが、アメリカ上陸部隊が彼らを捕らえようとした時、彼らは捕虜となることを拒否して殺されたかまたは自決した。

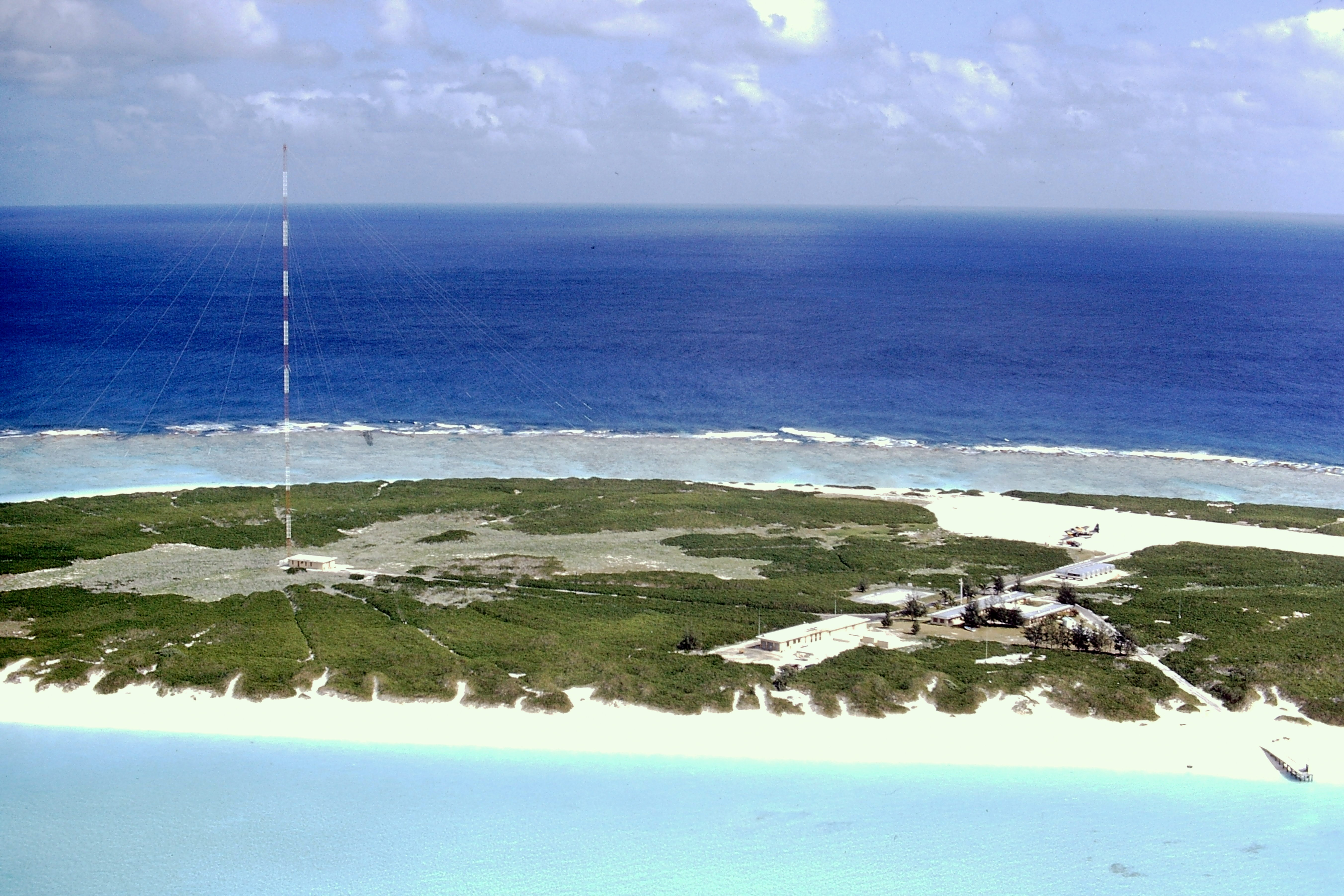
1971年のクレ環礁のアメリカ沿岸警備隊LORAN局

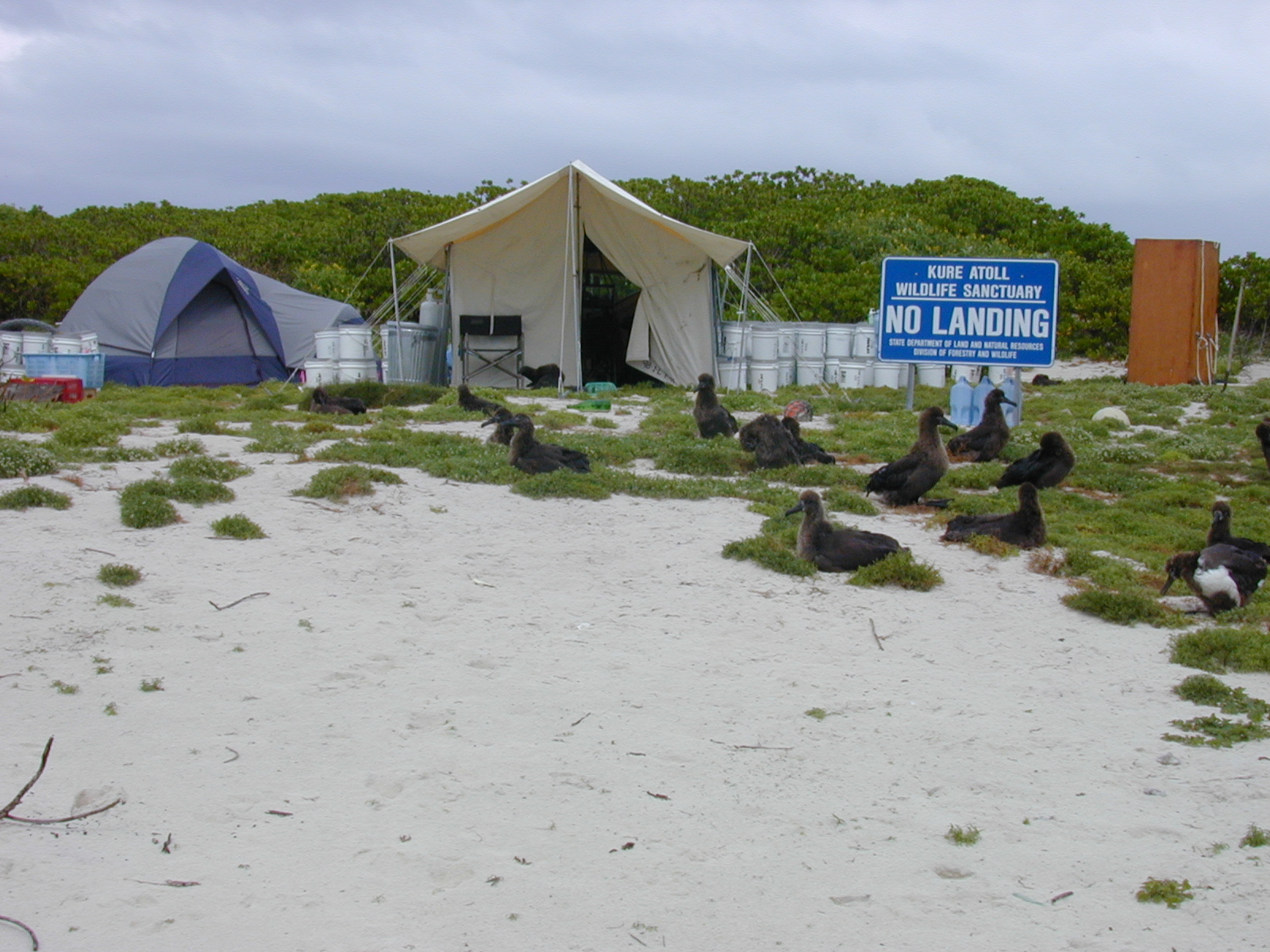
クレ環礁のボランティアテントとアホウドリ

クレ環礁は太平洋ゴミベルトからがれきを運び出す主な海流の中に位置していて、
漁業用の網や大量のライターなどが島内に漂着している。これが島内の動物、中でも鳥に対する脅威となっていて、胃にプラスチックが入った鳥の死骸がよく見られる。
1998年10月16日、遠洋漁業船のパラダイス・クイーン IIがクレ環礁Green島の東端で座礁し、回復措置が取られるまでに約4,000ガロンのディーゼル燃料が流出した。
難破船の破片が長年にわたって岩礁や海岸を汚染し続けており、野生生物を危機にさらしサンゴ礁を傷つけている。北西ハワイ諸島に生息する環境に敏感な生物がこの長期に渡る汚染によって危機にさらされている。
より確実に生物を保護するため、国際海事機関（IMO）は国立パパハナウモクアケア海洋遺跡（Papahānaumokuākea Marine National Monument）を特別敏感海域（Particularly Sensitive Sea Areas、PSSA）に指定した。
さらにその地域への出入りを避けるため、特別敏感海域から10海里以内に設定した要報告区域に船が出入りする際、船主はそのことを報告することになっている。これは海難事故に素早く対応できるようにするためである。
1960年から1992年まで、アメリカ沿岸警備隊LORAN局がGreen島に設置されていた。海岸警備活動のため島内にはサンゴでできた短い滑走路が建設されたが、廃棄され現在は使えない。定住者はいないが、以前はホノルル郡の一部であった。
1981年には州立野生生物保護区となった。
1993年より、ハワイ州土地自然資源局とクレ環礁管理局からのボランティアが、より自然な状態に復旧する手伝いをしている。
ジャン・ミッシェル・クストゥがクレ環礁への航海映像を制作し、2006年に初めて放送された。
2010年から、森林野生生物課が通年でクレ環礁に駐在するようになった。

### アマチュア無線
クレ環礁は特に離れた場所にあるので、アマチュア無線の遠距離通信の対象となっている。クレ環礁からヨーロッパに至る電波の経路は丁度北極上空を通るので、クレ環礁との遠距離通信はヨーロッパのアマチュア無線愛好家の中でも特に人気がある。DX Century Clubでは、ハワイ州の本土との間にハワイ州に属さないミッドウェー島があることから独立のエンティティとなっている。2017年3月31日に一旦現行リストから削除済みリストに移されたが、同年5月11日に元に戻された。
クレ環礁との遠距離通信例を以下に記す。
- 1969年11月11日〜14日 - コールサイン:KH6NR/KH6 - 、米国海軍予備員訓練センター ホノルルのコールサインを使用し、海洋軍曹のDon Chilcote（KH6GKV、現在はVE6NN）と海軍ICFNのGene Lewis（KH6HDB、W5LE）がクレ島にて運営した[26]。
- 1971–72 – コールサイン: KH6EDY - 米国海岸警備隊LORAN局クレ島のコールサイン[要出典]
- 1973年9月〜1974年9月 – コールサイン: KH6HDB – Gene Lewis（KH6HDB、現在はW5LE）がクレ島にて運営した。Lewisは1969年11月に1週間行われたKH6NR/KH6遠距離通信の運営者2人のうちの1人であった。その後、クレ島に1年間駐在するという目的のため海岸警備隊に入った[27]。
- 1997 – イベントコールサイン: K7K - これは科学と無線の合同で運営されたもので、米国魚類野生生物局から4人の科学者、ミッドウェー-クレ遠距離通信財団の1996年ミッドウェーチームから8人が参加した[28]。
- 2005 – イベントコールサイン: K7C - 運営チームには米国、カナダ、ドイツから合計12人のアマチュア無線運営者が参加した[26]。

## 生態

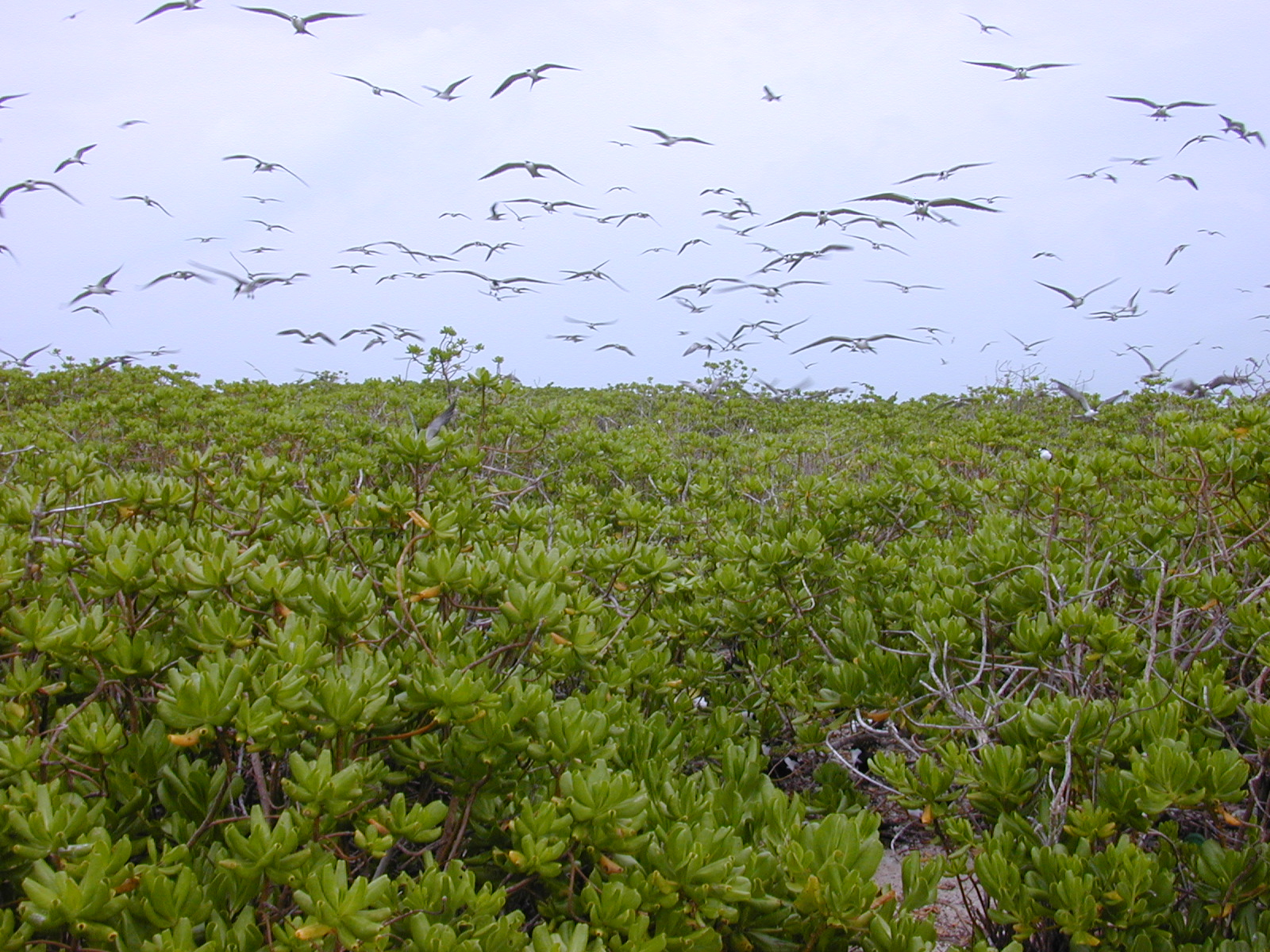
セグロアジサシの生息地になっているクサトベラの森、クレ環礁島内

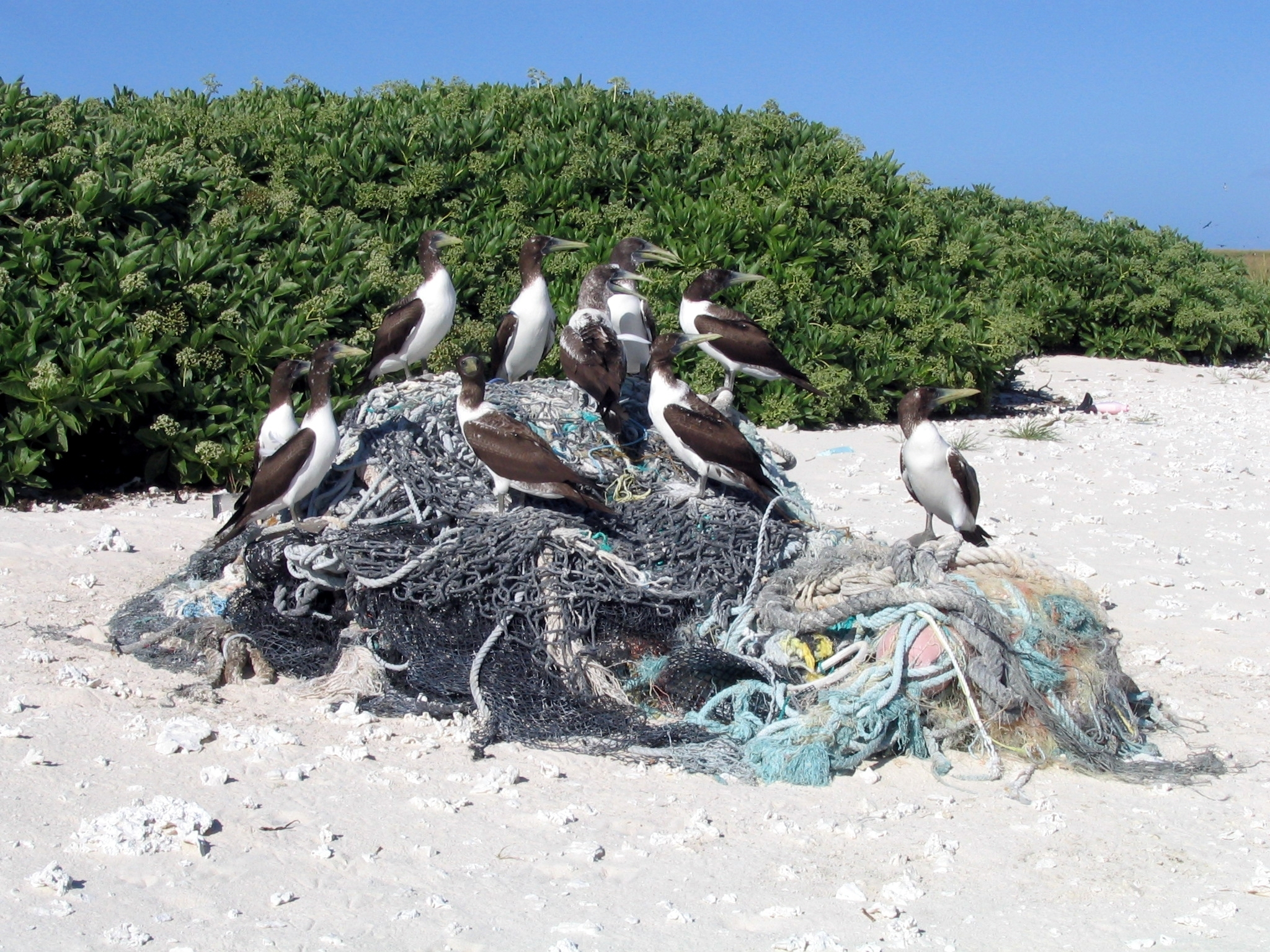
海洋ゴミの上に留まるアオツラカツオドリの若鳥、Green島にて

自然が多く残され、様々な海鳥の生息地となっている。モンクアザラシやアホウドリの繁殖地があるほかイカナゴの群れなども見られる。海岸には多くのハワイモンクアザラシ（Monachus schauinslandi）が上陸している
。
クレ環礁のサンゴ礁周辺の水域数ヶ所で、ポリテス・コンプレッサ、ポリテス・エヴァルマンニ、パヴォナ・デュエルデニ、モンチポラ・ツルゲセンスを含む27種の硬質サンゴ礁が確認されている。
サンゴを食べるオニヒトデは、クレ環礁周辺の東部サンゴ礁外辺部に生息していて、北西ハワイ諸島の中で最も密集してる場所になっている。
クレ環礁には、この他にも棘皮動物、軟体動物、甲殻類などさまざまな無脊椎動物が生息している。1923年タナガー探検隊による調査では、 35種の昆虫が確認された。
クレ環礁の海岸近くにある海や珊瑚礁では、多くのイルカ、サメ、アジ、ヒメジ、ウツボ、希少種ハワイハタなどが泳いでいる。Green島には何十万羽の海鳥が生息し営巣しているが、他の鳥類はここ以外の北西ハワイ諸島の島々に比べると少ない。クレ環礁はハワイアザラシが子育てや休息を行う上でも重要である。1960年代には沿岸警備隊駐屯地からの人為的撹乱が増加したことによりアザラシは減少したが、近年は再び増加している。
Green島には13種の維管束植物が生息している。5フィート (1.5 m)から6フィート (1.8 m)の高さになるクサトベラ科クサトベラ属の植物がたくさん生えている。長い緑色の葉が影を作り、花と実は島の白い砂丘を覆っている。

### 脅威

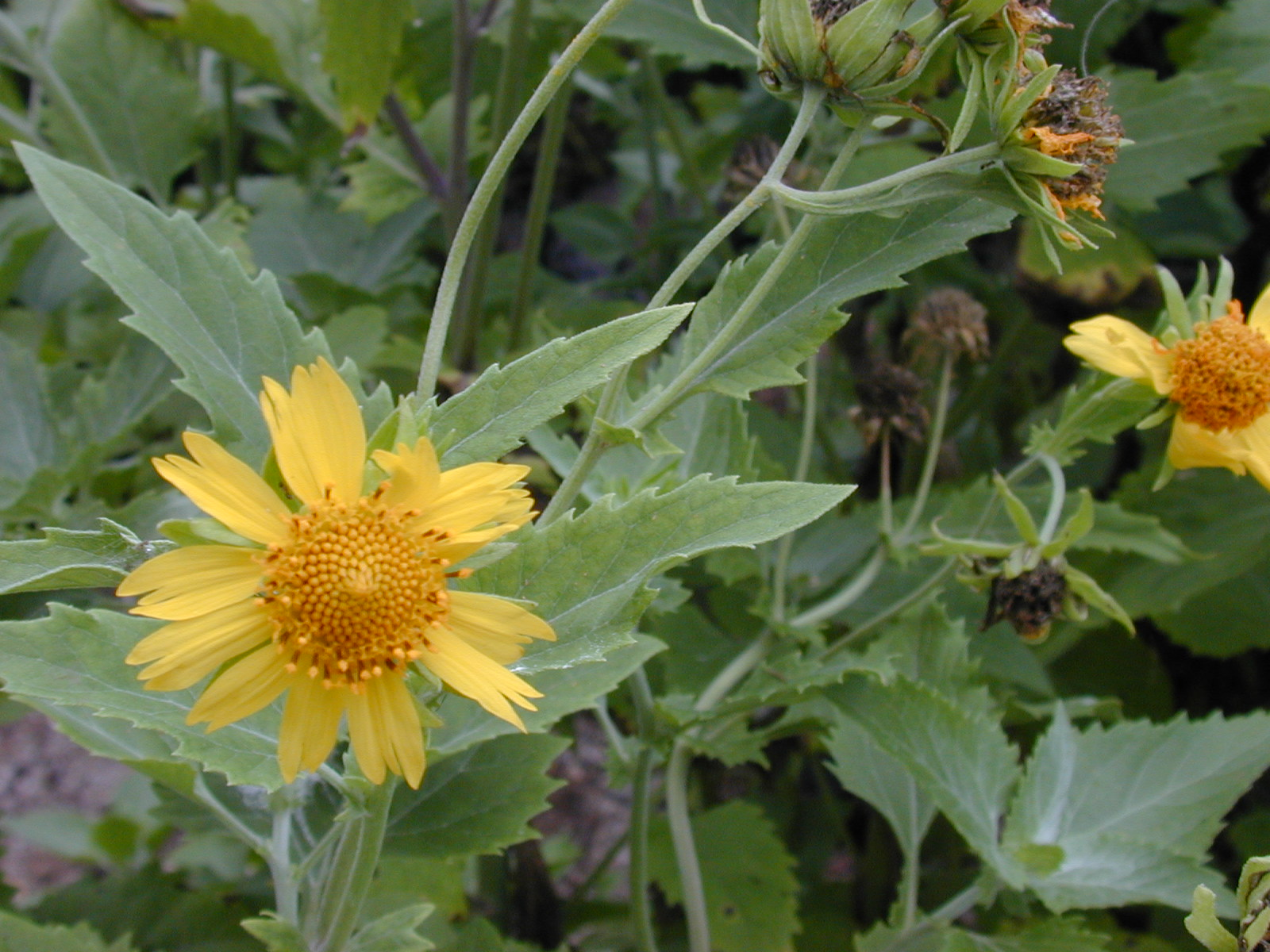
ヴェルベシナ・エンケリオイデスの花、クレ環礁キャンプ近辺

Green島には元々ハワイ諸島にはいないアリの一種ツヤオオズアリが多数生息し、島元来の生態系を脅威にさらしている。この島に生える侵略的な帰化植物ヴェルベシナ・エンケリオイデスにはカイガラムシが繁殖していて、このアリはのこの虫の体液をえさとしている。さらに、この島は太平洋の主要な海流中にあるため、何トンもの漁業網や海洋デブリがサンゴ礁や海岸に流れつき、アザラシ、ウミガメ、海鳥、魚、エビの生息をおびやかしている。

## ギャラリー

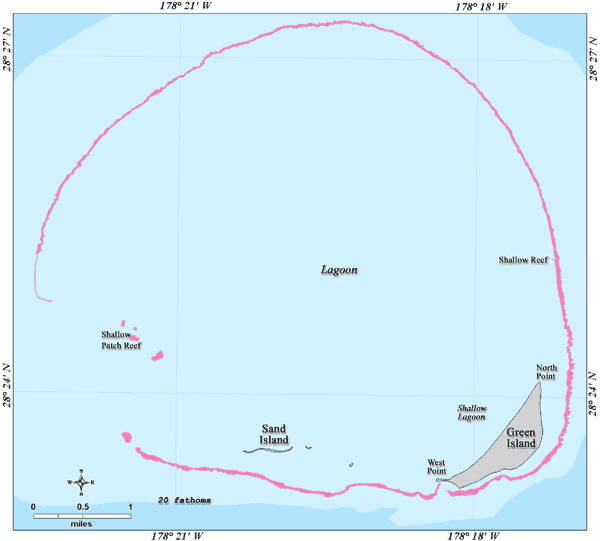
クレ環礁の海底地形
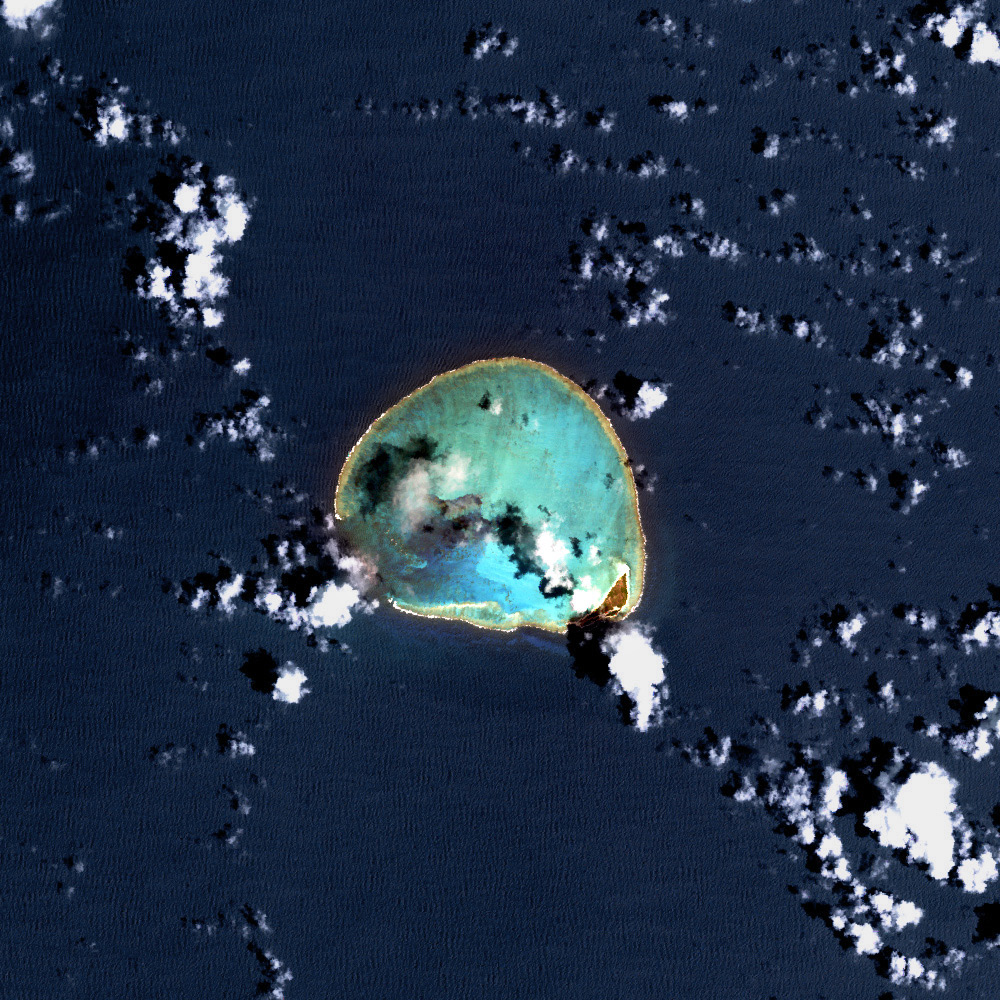
クレ環礁の衛星写真
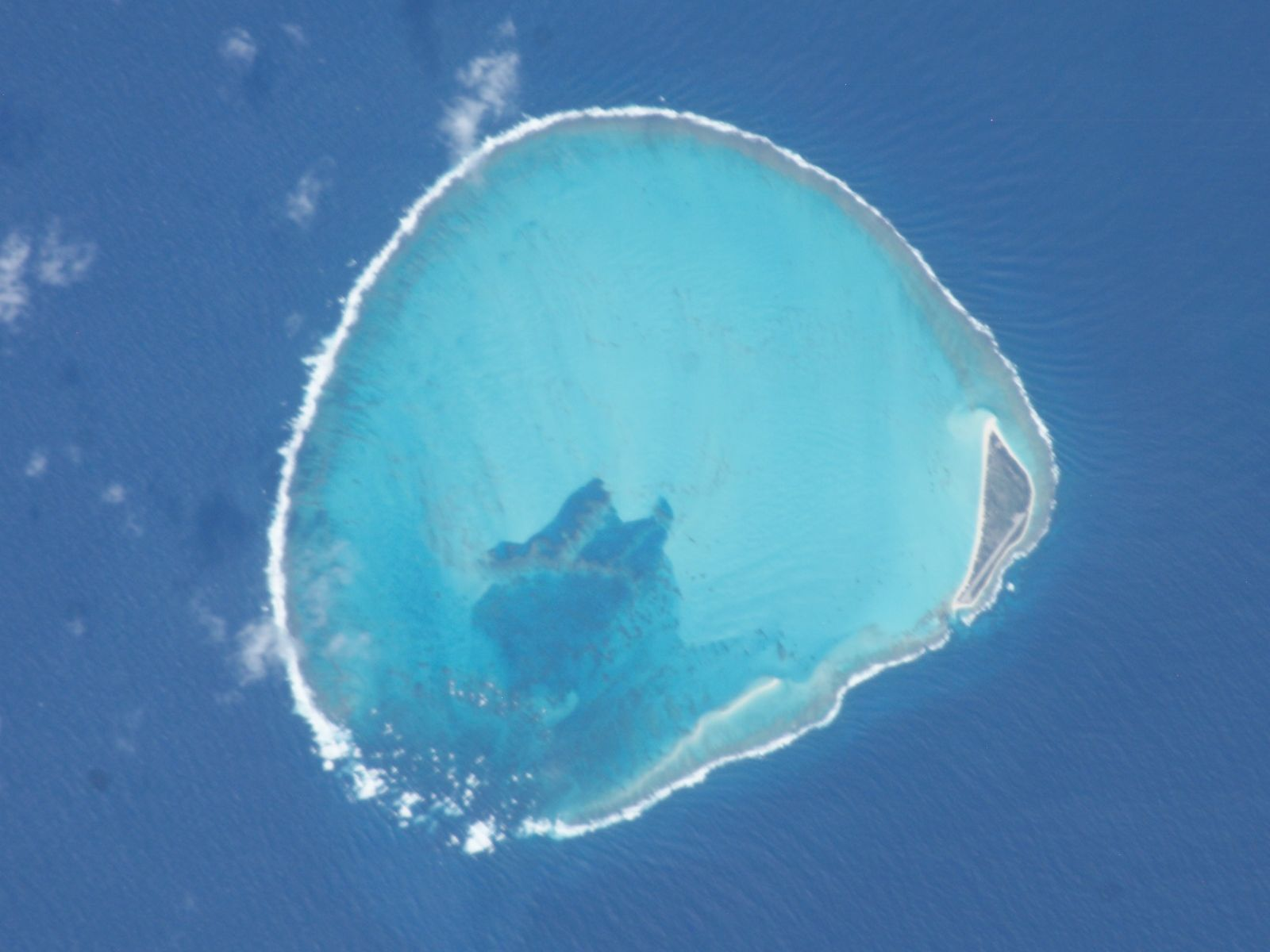
クレ環礁の写真（2004年2月22日）
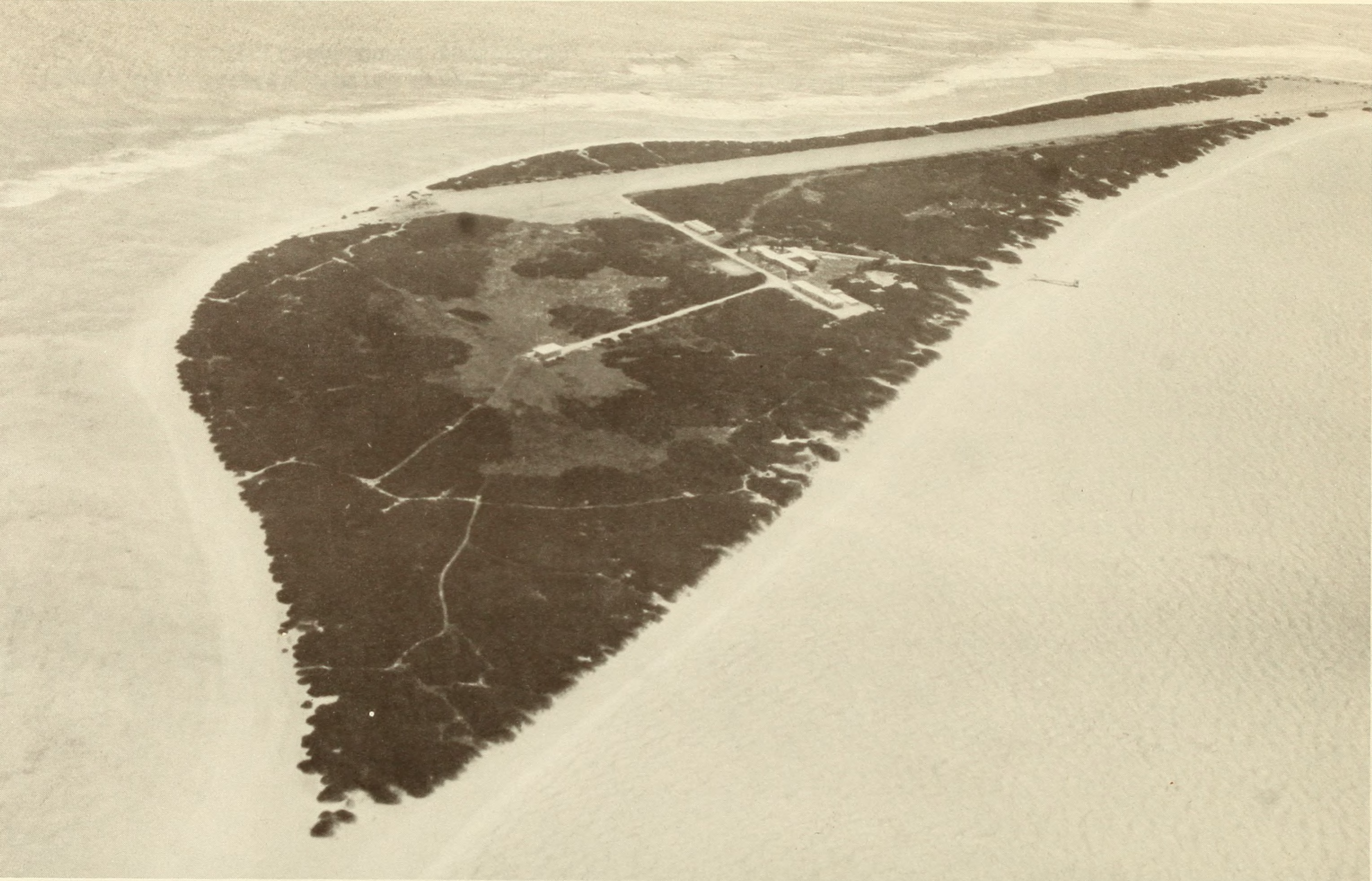
Green島の空撮写真（1968年2月27日）
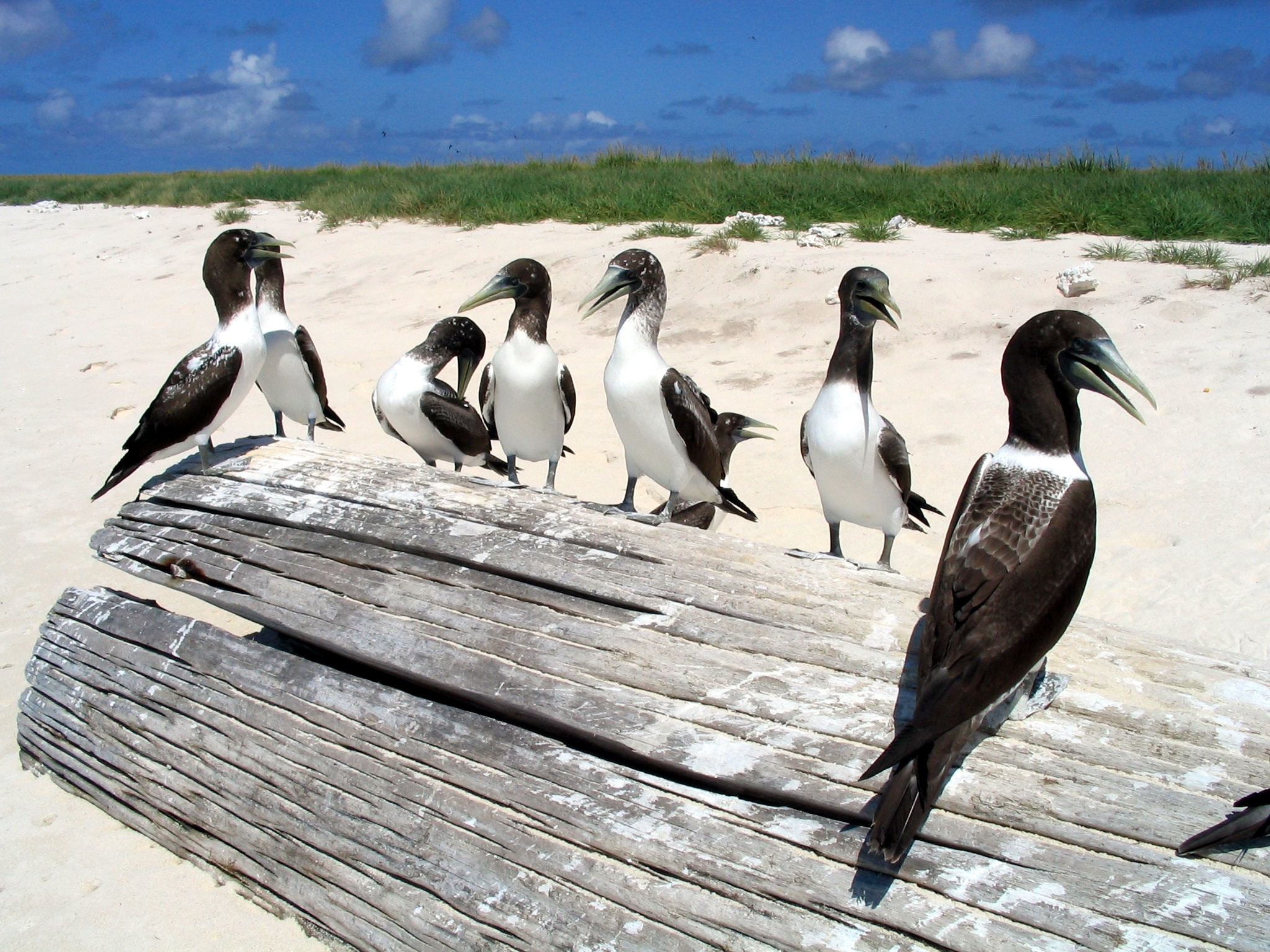
アオツラカツオドリの若鳥、Green島にて